# Pepperpot

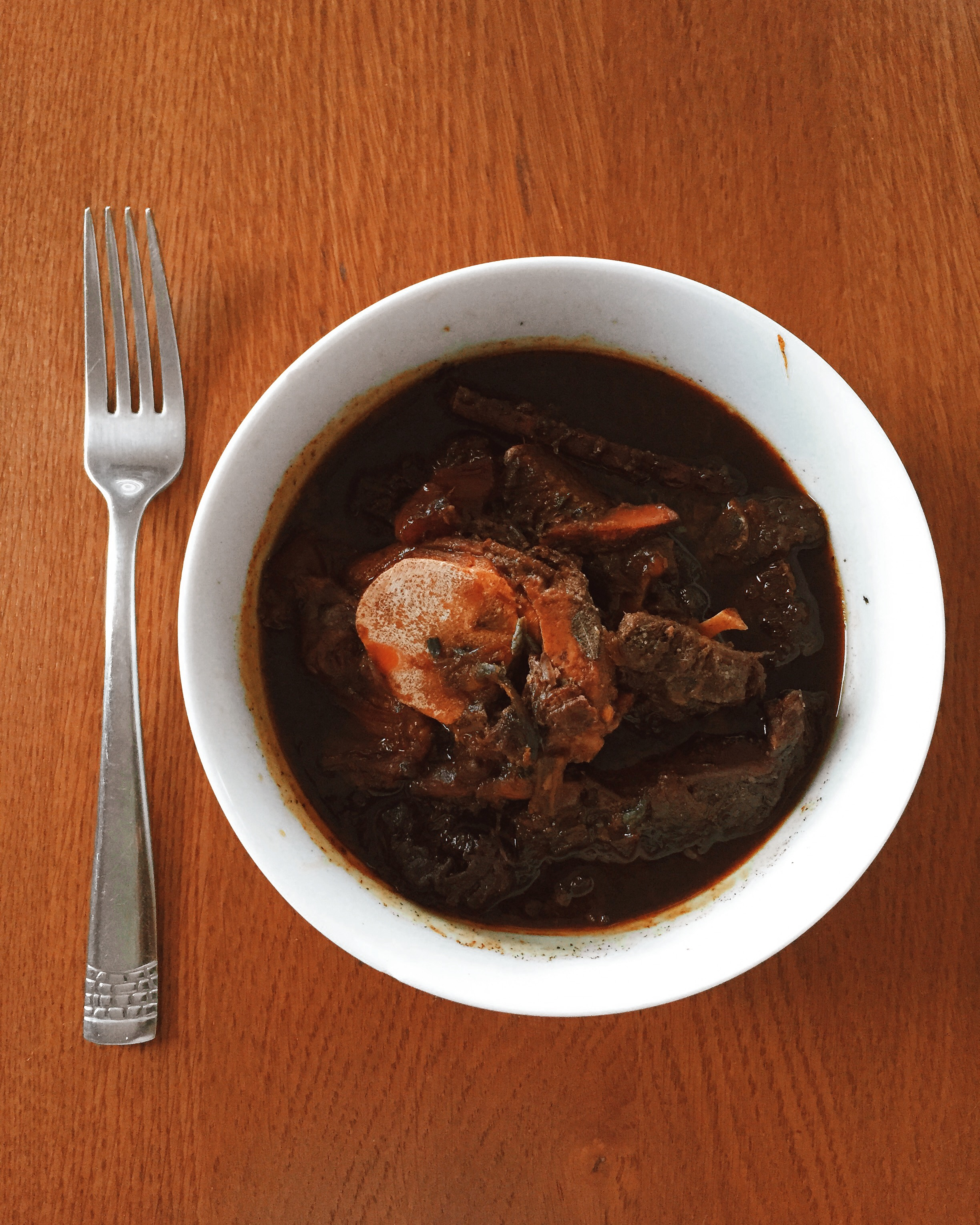
Guyanischer Pepperpot

Pepperpot ist ein Eintopfgericht, das unter Verwendung verschiedenster Zutaten in der englischsprachigen südlichen Karibik heimisch ist, mehrheitlich als Weihnachtsessen dient und in Guyana als Nationalgericht gilt.

## Herkunft und Zubereitung
Der Pepperpot geht auf die Ureinwohner der südlichen Karibik, die Arawak und die Kariben, zurück. Hauptzutat ist Rinder-, Schweine- oder Schaffleisch, zentrale würzende Zutaten sind Cassareep (eingedickter Saft ausgekochter Maniokknollen), Zimt und Chilis. Übliche Beilagen sind Brot oder Reis. Traditionell werden weniger beliebte, langkochende Fleischstücke wie Spitzbein, Kuhfuß (cow heel) oder Ochsenschwanz verwendet, die dem Gericht im Falle von Spitzbein und Kuhfuß wegen des hohen Gehalts an Gelatine eine klebrige Konsistenz geben. In der modernen Küche werden auch hochwertigere Fleischstücke verwendet.
Wegen der langen Kochzeiten wird der Pepperpot nur zu besonderen Gelegenheiten zubereitet und hat sich, vergleichbar mit dem Truthahnbraten in den USA und dem Gänsebraten in Deutschland, zu einem Weihnachtsessen entwickelt. An diesen Feiertagen wird der Pepperpot traditionell als Frühstück gegessen. Da das Cassareep die Haltbarkeit des Gerichts verlängert, kann der Eintopf über einen längeren Zeitraum auf der Feuerstelle gehalten und bei Bedarf neu erhitzt werden. Wie bei vielen Eintopfgerichten wird es als geschmacksfördernd angesehen, den Pepperpot nicht sofort, sondern erst mindestens einen Tag später und dann wieder aufgewärmt zu konsumieren. Es wird empfohlen, einen bereits zubereiteten Pepperpot täglich kurz aufzukochen.